# Risico (financieel)
Financieel risico is kans dat de waarde van de financiële activa (bezittingen) fluctueert, zowel positief als negatief. Dit laatste in tegenstelling tot veiligheidsrisico's waarbij alleen de negatieve uitkomsten een rol spelen. Er wordt wel onderscheid worden gemaakt tussen risico en onzekerheid, meer specifiek Knightiaanse onzekerheid. Daarbij is risico meetbaar, terwijl dat voor onzekerheid niet het geval is. In de praktijk wordt dit onderscheid evenwel veelal niet gemaakt en wordt onzekerheid als risico behandeld.
Bij de meeste financiële instellingen is het beheersen en beperken van het risico opgedragen aan een aparte organisatorische afdeling risicomanagement (Engels: risk management). Sinds de kredietcrisis is de aandacht voor risk appetite, de mate waarin organisaties risico's willen nemen om hun doelstellingen te bereiken, toegenomen. Om risicobeheer te integreren in de bedrijfsvoering zullen organisaties hun risk appetite in samenhang met hun doelstellingen moeten bepalen, communiceren en monitoren.
Hoewel er in de literatuur een groot aantal typeringen van (deel-)risico's zijn genoemd, bestaat er een redelijke consensus over de vormen van risico waarmee een financiële instelling in elk geval te maken heeft, en die men derhalve op enigerlei manier zal moeten trachten te bewaken. De navolgende opsomming heeft zeker niet de pretentie van volledigheid.

## Koersrisico (ook bekend als marktrisico)
Dit is het risico op een daling van de (markt-)waarde van de activa, absoluut (ze worden nominaal, dus in geld gerekend, minder waard) dan wel relatief (ten opzichte van een benchmark).
Met dit risico wordt iedere belegger geconfronteerd: elke belegging kan in waarde dalen. Tot op zekere hoogte is er meestal wel een methode te vinden om dit risico te reduceren. Hier zijn vrijwel altijd kosten aan verbonden. Het kan ook zijn dat door de risicobeperking de kans op een hoger rendement (wederom absoluut of relatief) geheel of gedeeltelijk tenietgedaan wordt.
Een voorbeeld: als een belegger een portefeuille aandelen aanhoudt, en hij het absolute koersrisico (dus de kans op koersdalingen) wil verminderen, dan kan hij dat bereiken door het kopen van een putoptie. Hij verwerft dan het recht om die aandelen voor een vastgestelde prijs te verkopen. Hij heeft daarmee dus een bodem onder de waarde van zijn portefeuille gelegd. Maar het kopen van die putoptie kost geld (de premie), en daardoor wordt het rendement op zijn portefeuille dus in elk geval lager. Aan de andere kant behoudt hij, als de aandelen in koers stijgen, die waardestijging (minus de betaalde premie). Indien later bij het bereiken van de expiratiedatum van de optie blijkt dat hij de bescherming die hij met die optie verkregen heeft, niet nodig heeft gehad, dan is die optie overbodig geweest. Zijn rendement over die periode is dan verminderd met de kosten van de optie.
In vergelijking met de belegger die die optie niet gekocht heeft, heeft hij het slechter gedaan. (Uiteraard ligt de situatie geheel anders indien de aandelen zijn gezakt tot een zodanig niveau dat de optie bescherming heeft geboden: dan is de belegger met de optie beter af, tot aanmerkelijk beter af.
Hij kan ook de aandelen op termijn verkopen. Hij weet daarmee al wat hij er alsdan voor krijgt. Omdat zo'n termijncontract voor hem zowel een recht tot verkoop als een plicht tot verkoop impliceert (en voor zijn tegenpartij een recht op levering zowel als een plicht tot geleverd krijgen) zijn de kosten van een termijncontract (aanmerkelijk) lager. Daar staat tegenover dat de belegger een koersstijging tot boven het in het termijncontract genoemde koersniveau verliest.
Bij het relatieve koersrisico spelen dit soort afwegingen evenzeer. Zie hierover ook het onderwerp beleggingsprofiel onder het lemma vermogensbeheer. De belegger die niet zozeer denkt in termen van "absoluut rendement" doch eerder in termen van "rendement van mijn portefeuille versus het rendement van mijn benchmark", kan besluiten het relatieve koersrisico tot nagenoeg nihil te reduceren door geheel conform die benchmark te beleggen. Hij bereikt daarmee dat zijn rendement (nagenoeg) gelijk zal zijn aan dat van de benchmark, maar hij geeft daarmee tevens de kans op dat zijn rendement hoger zal zijn dan dat van de benchmark.
Alvorens men het absolute koersrisico kan gaan "managen" zou dit gekwantificeerd moeten worden. Hiervoor dient men in feite terug te vallen op het historische verloop van de ontwikkeling van koersen. De veronderstelling is dan dat als er is vastgesteld hoe groot de gemiddelde beweeglijkheid van koersen is (en daarmee van fluctuaties in de marktwaarde van de beleggingen), er met behulp van statistische technieken veronderstellingen kunnen worden gedaan over de toekomstige beweeglijkheid ervan. In de praktijk kan dit aldus worden uitgewerkt, dat als vastgesteld is dat de waarde van een beleggingsportefeuille gedurende de afgelopen x handelsdagen met gemiddeld 5% per dag fluctueerde, met 95% zekerheid kan worden gezegd dat die de volgende dag met niet meer dan 2 x 5% = 10% (naar beide kanten) zal fluctueren. Met andere woorden: deze portefeuille, die nu EUR 100 miljoen waard is werd de afgelopen tijd elke dag gemiddeld 5% meer of minder waard, en op basis daarvan kunnen we ervan uitgaan dat hij morgen 95% kans heeft dat hij een waarde tussen de EUR 90 en 110 miljoen zal hebben. Op een termijn van twee dagen kan die berekening voortgezet worden: de waarde zal dan, met dezelfde mate van statistische kans, tussen EUR 81 mln en EUR 121 mln liggen. (EUR 90 miljoen -10% en EUR 110 miljoen +10%.)
Deze methode (hoewel uiteraard in de praktijk aanmerkelijk meer gedetailleerd) ligt ten grondslag aan het begrip "Value at Risk", waarmee veel banken de gevoeligheid van (een deel van) hun activa in een getal trachten te vatten. Een manager van een bank kan dan voor "zijn" activiteiten een risicobudget toebedeeld krijgen: hij mag dan een volgens een dergelijke methode berekend bedrag niet overschrijden. (Opgemerkt wordt dat hierbij vaak berekeningen worden uitgevoerd met meerdere perioden als basis: over bijvoorbeeld de laatste 90 handelsdagen tot de laatste 5 handelsdagen. Hiermee worden recente grotere koersfluctuaties "in beeld gebracht".)
De hoogte van een dergelijk risicobudget hangt samen met de beweeglijkheid (volatiliteit) van de waarde van de portefeuille, en van de termijn die naar schatting nodig is om, in geval van gedwongen verkoop, die verkoop inderdaad te effectueren.
Indien dat risicobudget overschreden dreigt te worden, zal de manager maatregelen moeten nemen. Welke methoden daarvoor geëigend zijn, zal van de aard van de portefeuille afhangen. Soms zal (gedeeltelijke) verkoop het beste zijn, soms het afdekken met opties of termijncontracten.
Het beheersen van het relatieve koersrisico is (in beginsel) eenvoudiger: hiervoor kan direct gekeken worden naar het verschil in ontwikkeling van de koersen van de betreffende benchmark versus die van de beleggingsportefeuille. Die verschillen kunnen worden uitgedrukt in een "mate van beweeglijkheid" die vervolgens voor de portfoliomanager (de instelling of functionaris die die beleggingsportefeuille beheert) als risicobudget kan gelden. Zie hiervoor het lemma tracking error.
Ook hier geldt dat er aan het elimineren van dit risico "kosten" verbonden zijn: indien met geen relatief koersrisico wenst te lopen, kan men kiezen voor een passieve beleggingsstijl. Doch daarmee raakt men tevens de kans op een hoger rendement dan dat van de benchmark kwijt. De prijs is weliswaar het prijsgeven van een kans, dock ook een kans heeft, in deze context, een waarde.
Een portfoliomanager die zijn tracking error ziet toenemen, en constateert dat hij de grenzen van zijn risicobudget nadert, zal bijvoorbeeld zijn beleggingsstijl moeten aanpassen, door beleggingen met een grotere volatiliteit te verruilen voor beleggingen met een kleinere volatiliteit. (Hij zal bijvoorbeeld aandelen moeten verkopen ten gunste van obligaties. Een variant op een dergelijke situatie deed zich, tot op zekere hoogte, in 2003 voor toen de Pensioen- en Verzekeringskamer bij een aantal Nederlandse pensioenfondsen aandrong op het verminderen van het percentage aandelen in de beleggingsportefeuille.)

## Wisselkoersrisico
Bij het kopen en verkopen van bijvoorbeeld aandelen of obligaties moet men rekening houden met dalen of stijgen van de respectievelijke valuta's.

## Debiteurenrisico
Dit is het risico dat een debiteur niet aan zijn verplichtingen kan voldoen.
Zie hiervoor de lemma's debiteurenrisico en obligatierating. Financiële instellingen zullen dit risico inzichtelijk trachten te maken door op basis van historische gegevens schattingen te maken van de omvang van de uit een bestaande portefeuille voortvloeiende hoeveelheid wanbetalingen. Bij een breed gespreide portefeuille (bijvoorbeeld woninghypotheken of particuliere leningen) is dit redelijk tot goed te doen: de ervaring is dan dat per jaar x% van het totaal aan uitgeleend geld niet betaald wordt. Bij grotere kredieten, bijvoorbeeld aan ondernemingen, is dit moeilijker te ramen: er zullen niet veel grote relaties in de problemen komen, maar als dat gebeurt zijn er ook grote bedragen mee gemoeid.

## Settlementsrisico
Dit is het risico dat bij de afwikkeling van een transactie men wel aan zijn eigen verplichtingen voldaan heeft, doch de tegenpartij niet aan diens verplichtingen voldoet. Dit kan (in vergaande mate) beperkt worden door (steeds) vast te houden aan het principe van "gelijk oversteken", hetgeen bij de afwikkeling van effectentransacties gebruikelijk is.
Om dit te bereiken wordt bij de afwikkeling van effectentransacties vrijwel altijd gebruik van gemaakt van gespecialiseerde "clearing houses", waarbinnen transacties afgewikkeld worden.

## Juridisch risico
Dit is het risico dat een vordering niet in rechte afdwingbaar blijkt te zijn. Bijvoorbeeld: een debiteur beroept zich er met vrucht op dat aan formaliteiten niet voldaan is zodat een lening niet geldig tot stand gekomen is, of een garant beroept zich er met vrucht op dat de crediteur niet op tijd zijn rechten heeft uitgeoefend en daarmee "de zaak op zijn beloop heeft gelaten". Ook is het mogelijk dat men in land A een veroordeling tegen een debiteur verkrijgt, doch dat men er (om welke reden dan ook) niet in slaagt om die in land B (waar de debiteur vermogen heeft waarop men verhaal tracht te nemen) ten uitvoer te leggen.
Een voorbeeld dat zich in de praktijk heeft voorgedaan: een aantal gemeenten in het Verenigd Koninkrijk had (tamelijk gecompliceerde) transacties op de derivatenmarkt afgesloten, die voor hen nadelig waren afgelopen. Door de banken die bij deze transacties tegenpartij waren geweest aangesproken tot betaling wierpen ze de stelling op dat gemeenten niet bevoegd waren om dit
soort transacties aan te gaan, en dat dit voor hun tegenpartijen kenbaar was geweest. Dit betoog werd door de rechter aanvaard, en de betrokken tegenpartijen beleven met een onverhaalbare vordering zitten.
Een ander voorbeeld deed zich in het najaar van 2004 voor naar aanleiding van financiële problemen rond het bedrijf RDM. Het Rotterdamse Gemeentelijk Havenbedrijf bleek voor aanmerkelijke bedragen garanties te hebben afgegeven. Toen de banken ten wiens behoeve deze garanties waren afgegeven op betaling aandrongen, werd gesteld dat de directeur van het Havenbedrijf hiertoe niet bevoegd was geweest, en er derhalve geen betaling hoefde te geschieden. In oktober 2004 was de uitkomst van dit geschil nog onbekend.
Dit risico kan beheerst worden door ervoor te zorgen dat de juridische documentatie (die in de honderden pagina's kan lopen) van optimale kwaliteit is.

## Operationeel risico
Dit is het risico dat door een tekortschieten van de werking van de eigen organisatie fouten niet tijdig opgemerkt worden of zelfs fraude kan optreden. Dit kan ondervangen worden door een deugdelijke functiescheiding, een goed beschreven administratieve organisatie, en een toezicht op de naleving van de afgesproken procedures. (Een klassiek geworden voorbeeld van een situatie waarbij op dit gebied tekortkomingen aan het licht kwamen is de ondergang van de Britse bank Barings: bij diens filiaal in Singapore bleek handelaar Nick Leeson in staat te zijn om transacties voor eigen rekening zelf te administreren als verricht voor een niet-bestaande klant van de bank. (Aanmerkelijke) verliezen op die transacties die daarna aan het licht traden bleken toen niet op die (niet bestaande) klant verhaalbaar te zijn, doch voor rekening van de bank te komen.) Ongeautoriseerde transacties (tot fraudes) van handelaren kunnen tot grote schades leiden. Op 24 januari 2008 werd bekend dat de Franse bank Société Générale een verlies had geleden op frauduleuze transacties door haar medewerker Jerome Kerviel met aandelenindexfutures van € 4,9 miljard.

## Concentratierisico
Dit is het risico dat een te groot deel van het vermogen bij één debiteur geconcentreerd blijkt te zijn. Indien deze failliet mocht gaan, zijn de gevolgen aanzienlijk groter dan indien het vermogen meer gespreid belegd is. Het is gebruikelijk dat vermogensbeheerders maatstaven hanteren voor het beheersen van het concentratierisico, bijvoorbeeld in de vorm van maxima per debiteur, al dan niet gerelateerd aan het eigen vermogen van die debiteur.

## Systeemrisico (alias ketenrisico)
Dit is het risico dat een probleem bij één financiële instelling leidt tot problemen bij banken. Een voorbeeld: bank A gaat failliet; banken B en C hebben geld geleend aan bank A. Spaarders die rekeningen aanhouden bij banken B en C willen "voor de bui binnen zijn" en willen hun geld opnemen, doch banken B en C raken daarmee in korte tijd door hun liquiditeiten heen, en komen ook in moeilijkheden.
Dit is een risico dat niet zozeer een individuele financiële instelling bezighoudt als wel de toezichthouders op de financiële sector zoals de AFM en DNB in Nederland en de SEC in de Verenigde Staten. De portee van dit risico is moeilijk in te schatten. Dat het, gelet op de zeer grote geldstromen in de financiële wereld, geenszins verwaarloosbaar is, wordt algemeen aangenomen. Duidelijk is eveneens dat toezichthouders zich van het bestaan ervan bewust zijn, evenals van de potentiële gevolgen ervan.
Wellicht is de vergelijking met een epidemie te trekken: een in moeilijkheden verkerende financiële instelling is tot op zekere hoogte te vergelijken met een geïnfecteerde patiënt. Die patiënt zal zo spoedig mogelijk in quarantaine geplaatst worden, voordat hij anderen kan besmetten.
Bij een financiële instelling neemt dit de vorm aan dat de diverse toezichthouders zullen trachten te voorkomen dat de liquiditeitsproblemen en de daarmee samenhangende vertrouwensbreuk zich over het financiële systeem verspreiden. Dit leidt dan tot een "reddingsoperatie" waarbij meestal getracht wordt de in moeilijkheden verkerende instelling ordelijk te liquideren, ofwel deze te doen overnemen.
In het verleden leek het erop dat het systeemrisico vrij goed beheerst werd. Er hebben zich wel deconfitures voorgedaan zoals Barings, Long-Term Capital Management, maar de "uitstralingseffecten" bleven steeds beperkt. Sinds 2008 maakt men zich zorgen over een systeemrisico in de wereld van kredietderivaten horende bij de kredietcrisis.

## Model risk
Dit is het risico dat een economisch of econometrisch model dat men bij het vormgeven van het beleggingsbeleid gebruikt de werkelijkheid niet goed blijkt weer te geven.
Elk model is een gestileerde weergave van de werkelijkheid, en er kunnen zich legio redenen voordoen waarom het gedrag van de werkelijkheid afwijkt van hetgeen door het model voorspeld wordt. Er kunnen variabelen in het model ontbreken die in de werkelijkheid wel degelijk een rol blijken te spelen. In het model aangenomen verbanden tussen variabelen blijken in de werkelijkheid geheel anders te zijn. (Een voorbeeld: in de beleggingstheorie spelen veronderstellingen omtrent het relatieve gedrag van deelmarkten een belangrijke rol: zo'n veronderstelling kan (versimpeld) luiden "als aandelenmarkten omlaag gaan, gaan obligatiemarkten omhoog". In tijden van financiële crises plegen dergelijke verbanden nogal eens significant te veranderen. Indien een economisch model sterk op dergelijke verbanden leunt, en de werkelijkheid zich niet volgens het model gedraagt, bestaat er een
gerede kans op problemen. Die zullen dat in eerste instantie niet gezocht worden in het model, doch daarbuiten.)
Het gevolg is dat er een meer dan te verwaarlozen kans is dat beslissingen die op basis van dergelijke modellen zijn genomen niet goed uitpakken. Een methode om dit risico in te dammen is niet eenvoudig te geven. Hooguit kan men trachten op de (soms impliciete) veronderstellingen die in het model vervat zijn kritisch tegen het licht te houden. Verder is "stress testing" aan te raden: hoewel het gedrag van het model plausibel is bij normale omstandigheden (zoals een bescheiden rentestijging, of een wijziging van valutakoersen met 10%), hoe werkt dit bij extreme situaties, zoals een halvering van aandelenkoersen? De uitkomsten van het model zullen dan in elk geval een globale plausibiliteitstoets moeten kunnen doorstaan.

## "Risk risk"
Deze term is in de literatuur gebruikt voor de situatie dat men een type risico over het hoofd gezien blijkt te hebben. Bij zeer complexe financiële producten is dit risico aanwezig.

## "Uitruil" van risico's
Opgemerkt wordt dat in veel gevallen een vermindering van het ene risico een toename van een ander risico met zich meebrengt. Een voorbeeld: het debiteurenrisico kan aanmerkelijk gereduceerd worden door een garantie van een derde partij, dat een debiteur aan zijn verplichtingen zal voldoen. Echter, de aanwezigheid van een dergelijke garantie pleegt gepaard te gaan met een lager rendement op de betreffende belegging. Indien in de benchmark daarmee geen rekening wordt gehouden, zal het rendement op de portefeuille lager zijn dan het rendement van de benchmark, hetgeen weer een toename van het relatieve koersrisico is.
Risicomanagement is dan ook niet zozeer een kwestie van het (zo veel mogelijk) ecarteren van risico's doch van het in kaart brengen van risico's, het (indien doenlijk) kwantificeren van die risico's, en het zoeken naar een optimale balans tussen al die risico's.

## Risicospreiding
Om het risico van een portefeuille te spreiden kan men bijvoorbeeld beleggen of investeren in verschillende:
- valuta
- sectoren, bedrijven, banken
- landen, regios
- looptijden (van obligaties)
- financiële instrumenten (Tak 21, Tak 23, obligaties, aandelen, beleggingsfondsen)
- vastgoed
- grondstoffen

## Voetnoten
1. ↑  COSO (2012). Enterprise Risk Management - Understanding and Communicating Risk Appetite.
2. ↑  http://www.ft.com/cms/s/0/bd9f55d6-ca4b-11dc-a960-000077b07658.html SocGen uncovers €5bn fraud